# JCB (maskintillverkare)

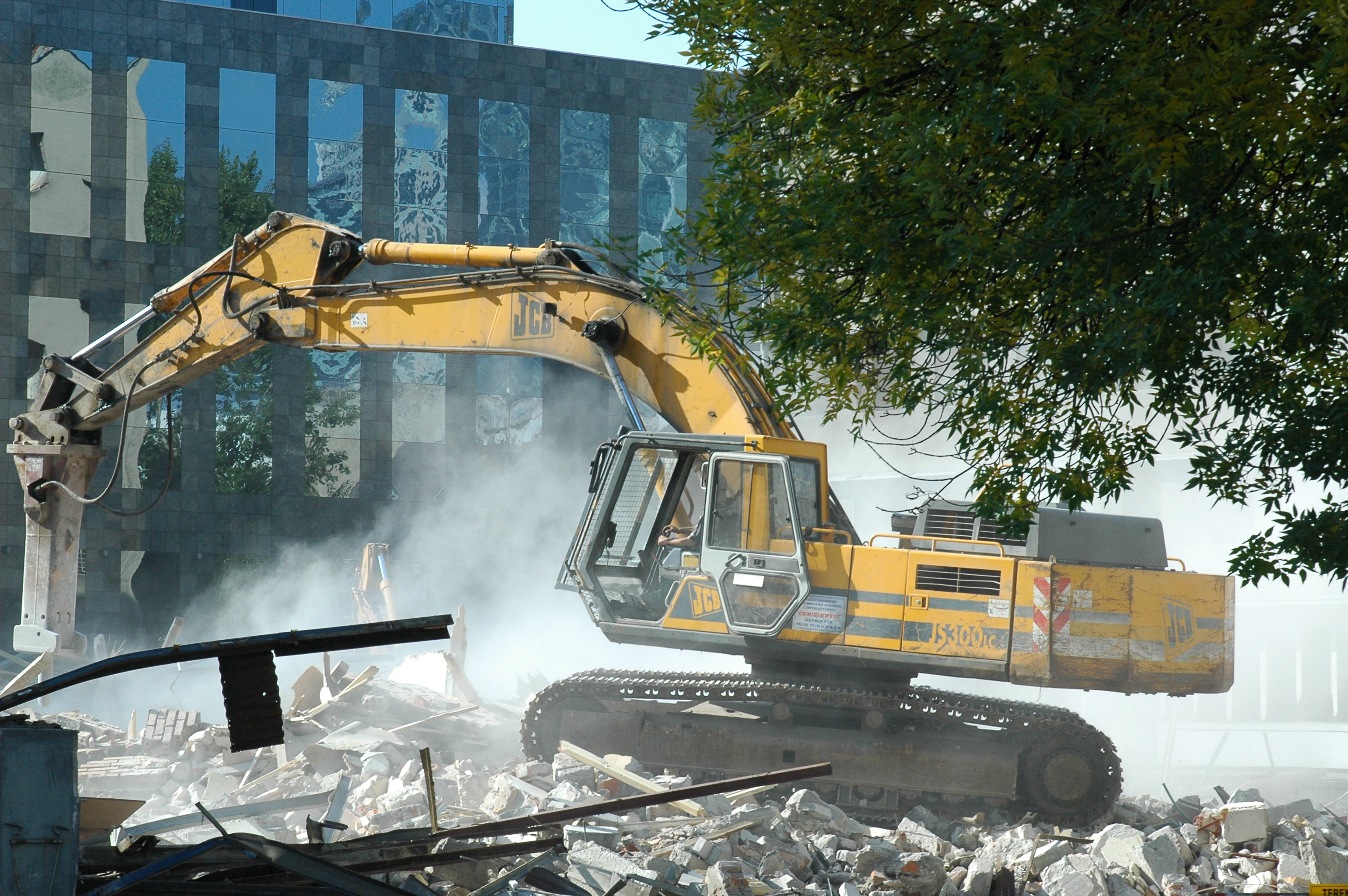
JCB JS 300

J.C. Bamford Excavators Limited, känt som JCB, är en brittisk tillverkare av jordbruks- och anläggningsmaskiner. JCB har blivit lite synonymt med grävlastare (traktorgrävare).[källa behövs]
Företaget äger också golfklubben JCB Golf & Country Club, som ligger granne med företagets huvudkontor i Rocester i England.